# 비스트 (음악 그룹)
비스트(BEAST)는 대한민국의 4인조 보이 그룹이다. 그룹명은 "Boys of EAst Standing Tall"의 약자로 "동쪽 아시아에 우뚝 선 소년들"이라는 의미를 갖고 있다. 공식색깔은 다크그레이(darkgray, 색상코드는 a9a9a9)이며 공식문구는 ‘오래보자’이다.
처음 윤두준, 장현승, 용준형, 양요섭, 이기광, 손동운으로 구성된 6인조 그룹으로 2009년 10월 16일 뮤직뱅크에서 〈Bad Girl〉로 정식 데뷔했다. 2010년 〈Shock〉, 〈숨〉, 〈Beautiful〉 등의 곡으로 활동하며 음악 프로그램 1위에 올랐고, 2011년 〈비가 오는 날엔〉과 〈Fiction〉으로 KBS 가요대축제 대상을 수상했다. 2012년에는 첫 월드 투어 BEAUTIFUL SHOW를 개최했다. 이후 〈아름다운 밤이야〉(2012), 〈Shadow〉(2013), 〈Good Luck〉, 〈12시 30분〉(2014), 〈예이(YeY)〉(2015), 〈리본(Ribbon)〉(2016) 등으로 활동하며 정상급 아이돌로 거듭났다. 2016년 4월에는 장현승이 탈퇴해 5인 체제로 재정비되었다.
한편 2011년 3월에 첫 싱글 〈Shock〉를 발매해 일본 데뷔를 했고, 6월 두 번째 싱글 〈Bad Girl〉을 발매했다. 같은 해 8월에는 일본 첫 정규 앨범 《So Beast》를 발매했다. 이후에도 일본에서 꾸준히 싱글 〈Midnight -星を数える夜-〉(2012), 〈Sad Movie / クリスマスキャロルの頃には〉(2013), 〈Adrenaline〉(2014)을 발매했고, 〈キミはどう？〉(2014)로 오리콘 일간 차트 1위에 올랐다. 2015년에는 일본에 K-POP 그룹 최초로 독립 레이블인 비스트 뮤직을 설립하고 3월부터 10개월간 신곡을 발표했고, 2016년 3월 두 번째 정규 앨범 《GUESS WHO?》를 발매했다.
2016년 10월 15일, 원년 멤버 5명은 큐브 엔터테인먼트와의 계약이 종료되었고, 그해 12월 새 소속사 어라운드어스 엔터테인먼트를 설립했다. 이들은 상표권 문제로 비스트라는 명칭을 쓸 수 없게 되어, 2017년 2월 24일 하이라이트라는 새 명칭으로 활동을 개시했다.

## 활동

### 2009–10: 데뷔 및 초기 활동
2009년 8월 23일부터 방영된 다큐 프로그램 《MTV B2ST》를 통해 비스트가 처음 대중에 공개되었다. 비스트는 AJ라는 예명으로 솔로 활동을 하였던 이기광, Mnet 《열혈남아》에 출연했던 윤두준, 《MTV 빅뱅》에 출연했던 장현승이 합류하여 화제가 되었다. 이후 10월 13일 티저 영상이 공개되었고, 10월 14일 데뷔 앨범 Beast Is The B2ST가 발매되었다. 같은 날 그룹명 공식표기도 'B2ST'에서 'BEAST'로 바꾸었다. 10월 15일에는 데뷔 쇼케이스를 열었고, 본격적인 활동시작은 10월 16일 KBS 《뮤직뱅크》이다. 비스트는 데뷔 앨범으로 12월 3일 문화체육관광부가 주최하는 루키 뮤직 어워드에서 신인앨범상을 수상하였으며, 후속곡 <Mystery>로 싸이월드 디지털 뮤직 어워드에서 12월의 루키상을 수상하였다. 또한 SBS 인기가요에서 12월의 파워루키에 선정되었다. 2월 3일에는 하이원 서울가요대상에서 신인상을 수상하였다. 2010년 1월, 비스트는 포미닛과 함께 유니버설 뮤직 그룹에 계약하며 해외 진출을 할 예정이라고 밝혔다. 1월 22일에는 대만에서 팬미팅을 가졌는데 이때 2000여 명의 팬들이 몰렸으며, 다음날인 1월 23일에는 포미닛과 합동 콘서트를 열었는데 이 내용이 이례적으로 대만의 공영방송 TTN의 메인뉴스로 실리기도 했다.

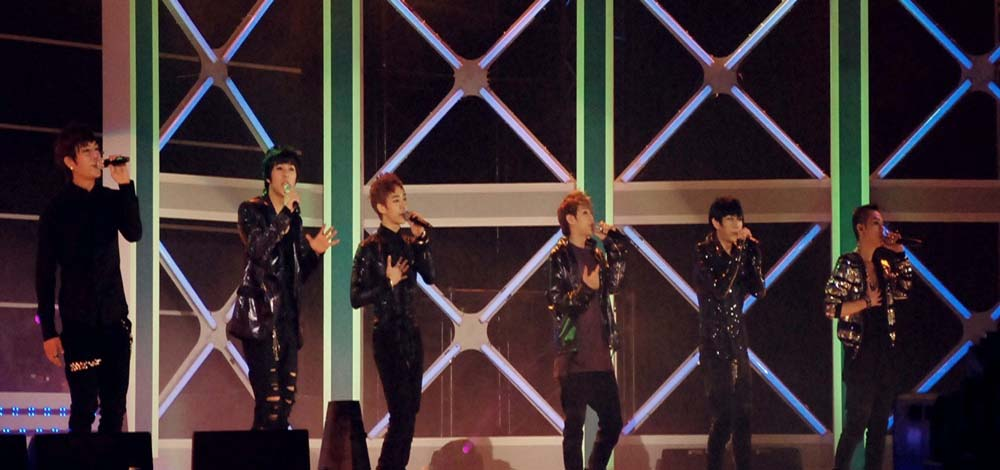
2010년 롯데 자이언츠 출정식에서 비스트

2월 23일, 신인으로는 이례적으로 비스트의 두 번째 EP 앨범 《Shock Of The New Era》의 예약판매가 시작되었다. 2월 27일 타이틀곡 <Shock>의 티저영상이 공개되고, 3월 1일 두 번째 EP 앨범 《Shock Of The New Era》가 발매되었다. 음반 공개 직후 수록곡 전곡이 20위 안에 진입하였으며, 타이틀곡 〈Shock〉는 가온 디지털 차트에서 3위를 차지하였다. 비스트는 음반판매량에서도 약 4만장을 판매해 주간차트 1위를 하였으며, 가온 앨범 차트에서는 2위를 기록하였다. 결국 비스트는 음반 공개 3주 만에 <Shock>로 3월 25일 Mnet 《엠카운트다운》에서 데뷔 후 첫 음악프로그램 1위를 하였다. 비스트는 후속곡으로 발라드곡인 <Easy>와 <Special>로 잠시 활동한 후 5월 16일 SBS 인기가요에서의 무대에서 두 번째 EP 앨범 활동을 마무리하였다.
9월 17일 비스트는 세 번째 EP 앨범 《Mastermind》의 수록곡 〈주먹을 꽉 쥐고〉를 선공개하며 컴백을 알렸다. 9월 24일 티저영상이 공개되고, 9월 28일 세 번째 EP 앨범 《Mastermind》가 발매되었다. 타이틀곡 〈숨〉을 비롯한 다른 수록곡들까지 모두 음원 차트 상위권에 진입하였다. 〈숨〉은 가온 디지털 차트에서 최고 4위에 머물렀고, 음반은 최고 2위를 기록하였다. 비스트는 10월 1일 뮤직뱅크로 컴백하였는데, 컴백무대에서 양요섭의 고음이 화제가 되었다. 〈숨〉은 꾸준한 인기를 얻으며 비스트는 컴백 1주일 만인 10월 8일 뮤직뱅크에서 공중파 음악프로그램에서는 처음으로 1위를 차지하였다. 이어 10월 14일 엠카운트다운에서도 1위를 차지하였다. 한편 비스트는 11월 27일 일본에서 첫 쇼케이스를 열며 일본 데뷔를 한다고 알렸다. 비스트는 10월 31일 SBS 《인기가요》에서 세 번째 EP 앨범 활동을 마무리했다.
《Mastermind》 활동 후 비스트는 곧바로 라디오 티저 공개와 음반 예약판매 실시 등을 통해 새 음반 발매를 알렸다. 11월 8일 티저영상이 공개되고, 11월 9일 네 번째 EP 앨범 《Lights Go On Again》이 공개되었다. 음원은 타이틀곡 <Beautiful> 외에 다른 수록곡도 각종 음원 차트 상위권에 진입하였고, 음반은 가온 앨범 차트에서 1위를 하며 인기를 얻었다. 한편 비스트가 일본에서 발매한 첫 앨범 《BEAST-Japan Premium Edition》이 오리콘 데일리 차트 6위에 올랐고, 11월 27일 일본에서의 첫 쇼케이스가 성공적으로 개최되었다. 이렇게 한국과 일본 양국에서 많은 인기를 얻으며 활동한 비스트는 12월 5일 컴백 3주만에 SBS 《인기가요》에서 <Beautiful>로 처음으로 뮤티즌송을 수상했다. 12월 12일에는 데뷔 후 첫 단독 콘서트 WELCOME TO BEAST AIRLINE를 열었으며, 이 콘서트에서 듀엣곡을 처음 공개하였다. 듀엣곡이 담긴 앨범 《My Story》는 12월 21일 발매되었다. 비스트는 2011년 2월 18일에서 19일까지 이틀동안 앙코르 콘서트를 열기도 했다.

### 2011–12: 일본 진출과 월드 투어
앙코르 콘서트를 끝내고 비스트는 본격적인 일본 활동을 시작하였다. 한편 비스트는 일본 정식 데뷔 전부터 데뷔 싱글 《Shock》로 음반예약판매 순위에서 1,2위를 차지하였고, DVD '소 비스트-더 클립스'는 5위를 차지하였다. 3월 2일 첫 DVD 'Genesis of BEAST'가 발매되었는데 이는 오리콘 DVD 차트에서 3위를 차지하였고, 한국 가수로는 최초로 벨소리 차트 1위를 차지하였다. 비스트의 일본 데뷔 싱글 <Shock>는 3월 16일 발매되었다. 비스트는 앨범 발매 당일 오리콘 차트 2위에 올랐으며, 앨범 또한 1만 장이 넘게 팔려 데일리 싱글 차트에서 2위에 올랐다. 비스트는 발매 첫 주 만에 앨범이 약 3만장이 팔리며 오리콘 주간 싱글 차트 2위에 진입, 빅뱅이 세운 기록을 경신하였다.

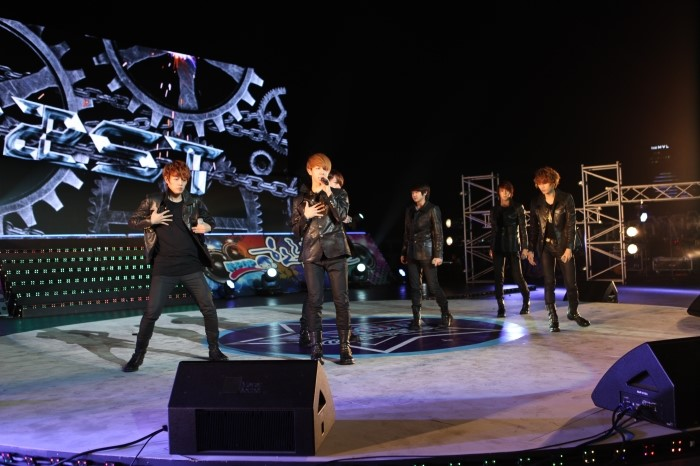
2012 여수엑스포에서의 비스트.

5월 9일 큐브 엔터테인먼트는 공식홈페이지에 비스트가 첫 정규 앨범으로 컴백한다고 밝혔다. 5월 12일 첫 정규앨범 《Fiction And Fact》의 수록곡 〈비가 오는 날엔〉을 선공개하였는데, 이는 여러 음원차트의 실시간 차트에서 1위를 휩쓸었다. 5월 17일 정규 1집 《Fiction And Fact》가 발매되었다. 공개 직후 대부분의 수록곡이 음원차트 상위권에 진입했으며, 음반 또한 차트에서 상위권을 차지하였다. 타이틀곡 <Fiction>은 가온 차트에서 5위를 차지하였고, 음반은 10만 장이 넘게 팔리며 월간 차트 1위, 상반기 차트 3위를 기록하였다. <Fiction>의 뮤직비디오 또한 조회수 100만건을 넘기며 전 세계적으로도 관심을 받았고, 안무 중 일명 '차도남 춤'은 상반기 최고의 인기 안무로 뽑혔다. 비스트는 <Fiction>으로 엠카운트다운과 뮤직뱅크에서 3주 연속 1위를 차지해 데뷔 후 처음으로 트리플 크라운을 하였으며, 《인기가요》에서는 2주 연속 뮤티즌 송을 수상하였다. 한편 비스트는 7월 1일부터 처음으로 아시아 팬미팅을 개최하였으며, 한국 아티스트 대표로 《MTV 월드 스테이지》에 참가하게 되었다. 또한 2011년 연말, 비스트는 《멜론 뮤직 어워드》에서 남자그룹으로는 최초로 아티스트상을 수상하였으며, KBS 《가요대축제》에서 <Fiction>으로 올해의 노래상을 수상하였다. 노준영 에디터는 <Fiction> 에 관해 일렉트로닉 팝에 케이팝적인 감성을 가미한 최고의 넘버라는 평가를 내린바 있다.
첫 정규 앨범 활동 사이 비스트는 일본 두 번째 싱글 《Bad Girl》의 뮤직비디오를 공개했다. 앨범 발매에 앞서 <Bad Girl>을 선공개하였는데, 이는 공개 당일 벨소리 차트 1위에 올랐다. 6월 15일 두 번째 싱글 《Bad Girl》이 발매되었다. <Bad Girl>은 오리콘 차트에서 3위를 기록하였다. 이어 8월 10일, 비스트는 일본 첫 정규앨범 《So Beast》를 발매하였다. 앞서 <Fiction> 오케스트라 버전을 공개했는데 <Shock>와 <Bad Girl>과 마찬가지로 벨소리 차트에서 1위를 해 3연속 1위라는 기록을 세웠다. 《So Beast》는 세일즈 차트에서 상위권을 차지하였으며 오리콘 주간차트 2위에 올랐다.
2011년 <Fiction> 발매후 최고의 인기를 얻은 비스트는 각종 연말시상식 수상을 끝으로 월드투어 준비기간에 돌입했다. 그리고 2012년 2월 4일부터 5일동안 올림픽 공원 체조경기장의 콘서트를 시작으로 비스트는 월드투어를 시작한다. 그리고 7월 15일 MIDNIGHT(별헤는 밤)음원 선공개를 시작으로 새 앨범 발매에 시동을 건다. 일주일뒤 7월 22일에 EP 5집 《Midnight Sun》을 발매하고 새 앨범 활동을 시작한다. 그리고 《Midnight Sun》의 타이틀곡 '아름다운 밤이야'가 컴백일주일만에 각종 방송사에서 1위를 차지하고 3주연속 1위를 기록해 <Fiction>이후 각종 방송사에서 두 번째 트리플 크라운을 달성하게 된다.

### 2013–15: 한일 양국에서의 활동
1년만의 컴백을 알리며 디지털 싱글 《괜찮겠니》와 《I’m Sorry》를 연달아 히트시킨 비스트는 2013년 7월, 정규 2집 《Hard to love, How to love》를 발표하였다. 비스트는 새 앨범 발표에 앞서 팬들을 위해 게릴라 콘서트 <뷰티모여>를 열고, 〈I'm Sorry〉의 뮤직비디오를 팬들과 함께 찍기도 하였다. 정규 2집을 발매한 뒤에는 단독 콘서트 <2013 BEAUTIFUL SHOW>에서 첫 무대를 선보이며 컴백 프로젝트의 하이라이트를 열었다.
《Hard to love, How to love》는 한 마디로 ‘All made by BEAST’라 할 수 있다. 음악 프로듀싱에서부터 비주얼 컨셉, 뮤직비디오 제작, 아트 디자인에 이르기까지 비스트의 손길이 닿지 않은 곳이 없다. 특히 용준형과 김태주는 새 앨범 전곡의 작사, 작곡을 담당하여 프로듀서로 거듭났다. 타이틀곡 〈Shadow〉는 웅장하면서도 서정적인 느낌의 곡으로 빛이 사라지면 같이 사라지는 그림자처럼, 사랑하는 사람으로부터 사라져가는 남자의 애절한 마음을 표현한 가사가 있다.
2014년 5월 26일 비스트는 예전의 영문로고에서 한글을 형상화한 로고를 발표하며 컴백을 알렸다. 컴백 전 비스트는 미니 6집 《Good Luck》의 선공개 곡 〈이젠 아니야〉를 공개하였다. 새 앨범 《Good Luck》은 용준형, 김태주 콤비가 직접 프로듀싱을 맡았으며, 총 7곡이 수록 된 앨범에는 이기광도 〈HISTORY〉라는 곡으로 작사, 작곡에 참여하였다.
타이틀곡 〈Good Luck〉은 ‘떠나간 연인에게 나를 두고 떠난 만큼 행복하길 바란다’는 반어적 표현을 통해 독특하게 이야기를 풀어낸 곡이다. 비스트는 〈Good Luck〉으로 컴백과 동시에 《엠카운트다운》과 《쇼 챔피언》에서 1위를 시작으로 《뮤직뱅크》에서 트리플 크라운을 달성하였고, 《쇼 음악중심》에서 4주 연속 1위, 《인기가요》에서 2주 연속 1위를 하는 등 각종 음악 프로그램의 1위를 휩쓸었고 특히 음악중심에서는 최초 만점, 인기가요에서는 트러블메이커 〈내일은 없어〉에 이은 두번째 만점을 기록하며 여전한 입지를 보여주었다.
2014년 10월 20일 비스트는 데뷔 5주년 기념 스페셜 미니 7집 《TIME》을 선보였다. 새 앨범 《TIME》의 프로듀싱을 맡은 작곡팀 〈Good Life〉는 비스트의 멤버 용준형, 김태주 콤비의 새로운 이름이다. 또한 이기광이 작사, 작곡에 참여한 〈So Hot〉이 수록돼 눈길을 끈다. 타이틀 곡 〈12시 30분〉은 남녀의 사이를 시곗바늘에 비유한 발라드 곡으로, 비스트는 이 곡으로 각종 음악 프로그램 1위를 휩쓸고, 또한 음원차트에서도 꾸준히 상위권에 이름을 올렸다. 비스트는 2014년 음악 프로그램 총 19회 1위 수상으로 인해 1년간 음악 프로그램에서 가장 많은 1위를 수상한 그룹으로 선정되었다.
2015년 7월 27일 비스트가 스페셜 미
니 7집 《TIME》이후 약 10개월만에 미니 8집 《ORDINARY》으로 돌아왔다. 컴백 전 7월 20일 선공개곡 〈일하러 가야 돼〉를 발표함과 동시에 7개의 음원차트 1위를 달성하였다. 새 앨범 《ORDINARY》는 〈Good Life〉가 프로듀싱을 맡았으며 타이틀 곡 〈예이(YeY)〉는 묵직한 비트 위에 강렬한 신스 사운드가 돋보이는 일레트로닉 팝 댄스곡이다.

### 2016–2017: 탈퇴와 분리
2016년 4월 19일 장현승은 나머지 멤버 5명과 음악적 견해 차이로 비스트를 탈퇴하였다. 그는 앞으로 솔로 가수로 활동할 것이라는 계획을 밝혔다.
5인 체제가 된 비스트는 그해 7월 4일, 약 1년만에 발매한 앨범인 정규 3집 《HIGHLIGHT》으로 돌아왔다. 6월 27일 〈Butterfly〉가 선공개되었고, 타이틀곡 〈리본 (Ribbon)〉으로 활동하였다. 7월 13일 《쇼챔피언》, 7월 15일 《뮤직뱅크》에서 1위를 하였다. 앨범 타이틀곡 〈리본〉은 7월 24일 SBS 《인기가요》를 끝으로, 활동을 마무리 하였다.
2016년 10월 17일, 원년 멤버 5명(윤두준, 용준형, 양요섭, 이기광, 손동운)과 소속사 큐브 엔터테인먼트 사이의 계약이 만료되었다. 이후 이들은 새 소속사 어라운드어스 엔터테인먼트를 설립하여 그곳으로 이전하였다. 하지만 큐브엔터테인먼트의 상표권 등록으로 인해 비스트라는 그룹명을 사용할 수 없게 되었고 고민 끝에 새 그룹명을 짓기로 결정했다. 2017년 2월 24일 그룹명을 "하이라이트"로 변경한다고 발표했다.

## 구성원
| 이름   | 소개 |
| ------ | --- |
| 윤두준 | - 생년월일 : 1989년 7월 4일(36세) - 출생지 : 대한민국 경기도 고양시 - 포지션: 리더, 서브래퍼, 서브보컬  |
| 양요섭 | - 생년월일 : 1990년 1월 5일(35세) - 출생지 : 대한민국 서울특별시 - 포지션: 메인보컬                     |
| 이기광 | - 생년월일 : 1990년 3월 30일 (35세) - 출생지 : 대한민국 서울특별시 - 포지션: 서브보컬, 리드댄서         |
| 손동운 | - 생년월일 : 1991년 6월 6일(34세) - 출생지 : 대한민국 서울특별시 - 포지션: 서브래퍼, 서브보컬, 메인댄서 |

## 음반 외 활동

### 텔레비전 프로그램
- 2009년 MTV 《MTV 비스트 시즌1》
- 2010년 MTV 《MTV 비스트 시즌2》
- 2010년 MBC 에브리원 《아이돌 메이드》
- 2010년 MBC 에브리원 《대학가요제 카운트다운》
- 2012년 QTV 《B2ST on QTV》
- 2014년 MBC 에브리원 《쇼타임 - 버닝 더 비스트》

### 영화
- 2012년 콘서트 실황 《비스트 앵콜 콘서트 3D(Welcome Back to Beast Airline)》

### 광고 모델
- 2010년 제너시스 'BBQ 바삭칸치킨' CF (with 신세경)
- 2010년~2011년 연승어패럴 '클라이드앤' 모델 (with 김지원)
- 2011년 '오뚜기 콕콕콕' CF
- 2011년 태국 스낵 'Tao Kae Noi' CF
- 2011년~2013년 슈즈멀티샵 '슈마커' CF
- 2011년~2012년 에리트베이직 '비토이' 모델
- 2011년~2013년 학생복 '스쿨룩스' 모델 (with 에이핑크)
- 2011년~2013년 뷰티넷 '어퓨' CF (with 박은빈)
- 2011년~2012년 스포츠 의류 'FILA'
- 2012년 일본 '농심 신라면블랙' CF
- 2012년~2013년 스포츠 의류 'HEAD'
- 2013년 음료 '비타투오'
- 2013년 '던킨 도너츠 던썸쿨' CF
- 2013년 '신세계면세점' CF
- 2013년~2014년 남성 캐주얼 브랜드 '까르뜨 블랑슈'
- 2014년 캐주얼 슈즈 브랜드 '클락스'

### 홍보대사
- 2010년 7월 서울캐릭터·라이선싱페어 홍보대사
- 2011년 6월 제1호 나눔홀씨 홍보대사
- 2011년 7월 한국공항공사 홍보대사
- 2011년 8월 뮤직림픽 더원 홍보대사
- 2012년 8월 부천국제만화축제 K-코믹스 만화 홍보대사
- 2013년 6월 2013 K-POP Festival in Gangwon 홍보대사
- 2014년 7월 2014 서울썸머세일 홍보대사

### 관련 도서
- 2011: 《지금 멈추면 스포트라이트는 없다》 (홍승성 저, ISBN 9788993976571)
- 2012~2015: 《The Beast》 (김학분 저)
- 2013: 《SELCA BOOK By BEAST》 (ISBN 9788997148271)

## 단독 콘서트
| 콘서트명                      | 날짜             | 개최지               |
| ----------------------------- | ---------------- | -------------------- |
| WELCOME TO BEAST AIRLINE      | 2010년 12월 12일 | 대한민국 서울        |
| WELCOME BACK TO BEAST AIRLINE | 2011년 2월 18일  | 대한민국 서울        |
| WELCOME BACK TO BEAST AIRLINE | 2011년 2월 19일  | 대한민국 서울        |
| 2012 BEAUTIFUL SHOW           | 2012년 2월 4일   | 대한민국 서울        |
| 2012 BEAUTIFUL SHOW           | 2012년 2월 5일   | 대한민국 서울        |
| 2012 BEAUTIFUL SHOW           | 2012년 2월 12일  | 독일 베를린          |
| 2012 BEAUTIFUL SHOW           | 2012년 2월 25일  | 중국 상하이          |
| 2012 BEAUTIFUL SHOW           | 2012년 3월 3일   | 싱가포르             |
| 2012 BEAUTIFUL SHOW           | 2012년 3월 17일  | 인도네시아 자카르타  |
| 2012 BEAUTIFUL SHOW           | 2012년 3월 21일  | 일본 요코하마        |
| 2012 BEAUTIFUL SHOW           | 2012년 3월 22일  | 일본 요코하마        |
| 2012 BEAUTIFUL SHOW           | 2012년 3월 24일  | 일본 고베            |
| 2012 BEAUTIFUL SHOW           | 2012년 3월 25일  | 일본 고베            |
| 2012 BEAUTIFUL SHOW           | 2012년 3월 26일  | 일본 나고야          |
| 2012 BEAUTIFUL SHOW           | 2012년 3월 27일  | 일본 나고야          |
| 2012 BEAUTIFUL SHOW           | 2012년 3월 31일  | 타이완 타이베이      |
| 2012 BEAUTIFUL SHOW           | 2012년 4월 1일   | 타이완 타이베이      |
| 2012 BEAUTIFUL SHOW           | 2012년 5월 26일  | 태국 방콕            |
| 2012 ZEPP TOUR We             | 2012년 10월 11일 | 삿포로               |
| 2012 ZEPP TOUR We             | 2012년 10월 12일 | 삿포로               |
| 2012 ZEPP TOUR We             | 2012년 10월 15일 | 오사카               |
| 2012 ZEPP TOUR We             | 2012년 10월 16일 | 오사카               |
| 2012 ZEPP TOUR We             | 2012년 10월 17일 | 히로시마             |
| 2012 ZEPP TOUR We             | 2012년 10월 18일 | 히로시마             |
| 2012 ZEPP TOUR We             | 2012년 10월 22일 | 나고야               |
| 2012 ZEPP TOUR We             | 2012년 10월 23일 | 나고야               |
| 2012 ZEPP TOUR We             | 2012년 10월 25일 | 후쿠오카             |
| 2012 ZEPP TOUR We             | 2012년 10월 26일 | 후쿠오카             |
| 2012 ZEPP TOUR We             | 2012년 10월 29일 | 도쿄                 |
| 2012 ZEPP TOUR We             | 2012년 10월 30일 | 도쿄                 |
| 2013 BEAUTIFUL SHOW           | 2013년 7월 20일  | 대한민국 서울        |
| 2013 BEAUTIFUL SHOW           | 2013년 7월 21일  | 대한민국 서울        |
| 2013 BEAUTIFUL SHOW           | 2013년 8월 6일   | 일본 고베            |
| 2013 BEAUTIFUL SHOW           | 2013년 8월 7일   | 일본 고베            |
| 2013 BEAUTIFUL SHOW           | 2013년 9월 28일  | 대한민국 부산        |
| 2014 JAPAN TOUR               | 2014년 1월 31일  | 이치하라             |
| 2014 JAPAN TOUR               | 2014년 2월 2일   | 나고야               |
| 2014 JAPAN TOUR               | 2014년 2월 8일   | 삿포로               |
| 2014 JAPAN TOUR               | 2014년 3월 8일   | 후쿠오카             |
| 2014 JAPAN TOUR               | 2014년 3월 9일   | 후쿠오카             |
| 2014 JAPAN TOUR               | 2014년 3월 15일  | 도쿄                 |
| 2014 JAPAN TOUR               | 2014년 3월 16일  | 도쿄                 |
| 2014 JAPAN TOUR               | 2014년 3월 22일  | 오사카               |
| 2014 JAPAN TOUR               | 2014년 3월 23일  | 오사카               |
| 2014 JAPAN TOUR               | 2014년 3월 29일  | 히로시마             |
| 2014 JAPAN TOUR               | 2014년 3월 30일  | 히로시마             |
| 2014 JAPAN TOUR               | 2014년 4월 3일   | 도쿄                 |
| 2014 BEAUTIFUL SHOW           | 2014년 8월 15일  | 대한민국 경기도 일산 |
| 2014 BEAUTIFUL SHOW           | 2014년 8월 16일  | 대한민국 경기도 일산 |
| 2014 BEAUTIFUL SHOW           | 2014년 11월 20일 | 일본 나고야          |
| 2014 BEAUTIFUL SHOW           | 2014년 11월 29일 | 일본 고베            |
| 2014 BEAUTIFUL SHOW           | 2014년 11월 30일 | 일본 고베            |
| 2014 BEAUTIFUL SHOW           | 2014년 12월 5일  | 일본 요코하마        |
| 2014 BEAUTIFUL SHOW           | 2014년 12월 18일 | 일본 후쿠오카        |
| 2015 BEAUTIFUL SHOW           | 2015년 8월 29일  | 서울                 |
| 2015 BEAUTIFUL SHOW           | 2015년 8월 30일  | 서울                 |
| 2015 JAPAN TOUR               | 2015년 10월 30일 | 이치하라             |
| 2015 JAPAN TOUR               | 2015년 11월 3일  | 삿포로               |
| 2015 JAPAN TOUR               | 2015년 11월 6일  | 니가타               |
| 2015 JAPAN TOUR               | 2015년 11월 11일 | 나고야               |
| 2015 JAPAN TOUR               | 2015년 11월 16일 | 도쿄                 |
| 2015 JAPAN TOUR               | 2015년 11월 20일 | 후쿠오카             |
| 2015 JAPAN TOUR               | 2015년 11월 21일 | 후쿠오카             |
| 2015 JAPAN TOUR               | 2015년 11월 23일 | 히로시마             |
| 2015 JAPAN TOUR               | 2015년 11월 24일 | 히로시마             |
| 2015 JAPAN TOUR               | 2015년 11월 28일 | 고베                 |
| 2015 JAPAN TOUR               | 2015년 11월 29일 | 고베                 |
| GUESS WHO? TOUR               | 2016년 6월 3일   | 이치하라             |
| GUESS WHO? TOUR               | 2016년 6월 4일   | 니가타               |
| GUESS WHO? TOUR               | 2016년 6월 8일   | 나고야               |
| GUESS WHO? TOUR               | 2016년 6월 12일  | 후쿠오카             |
| GUESS WHO? TOUR               | 2016년 6월 13일  | 나가사키             |
| GUESS WHO? TOUR               | 2016년 6월 18일  | 하뉴                 |
| GUESS WHO? TOUR               | 2016년 6월 19일  | 도쿄                 |
| GUESS WHO? TOUR               | 2016년 6월 22일  | 삿포로               |
| GUESS WHO? TOUR               | 2016년 6월 26일  | 오사카               |
| GUESS WHO? TOUR               | 2016년 6월 27일  | 오사카               |
| GUESS WHO? TOUR               | 2016년 7월 2일   | 히로시마             |
| 2016 THE BEAUTIFUL SHOW       | 2016년 8월 20일  | 서울                 |
| 2016 THE BEAUTIFUL SHOW       | 2016년 8월 21일  | 서울                 |